# Rhantus thibetanus
Rhantus thibetanus är en skalbaggsart som beskrevs av Régimbart 1899. Rhantus thibetanus ingår i släktet Rhantus och familjen dykare. Inga underarter finns listade i Catalogue of Life.